# 異類占領
是一部2019年美國科幻驚悚片，由魯柏·華爾特執導並與艾莉卡·貝尼（Erica Beeney）共同撰寫劇本，約翰·古德曼、艾許頓·桑德斯、喬納森·梅傑斯、寇爾森·貝克與薇拉·法蜜嘉主演。該片由焦點影業定檔2019年3月15日在美國上映。

## 劇情
故事敘述一群外星人降臨地球，成為全人類的統治者。芝加哥警官墨瑞根為了阻止叛軍的秘密攻擊，暗中監視行蹤可疑的少年蓋布瑞，當搜捕行動告一段落，反抗軍真正領袖即將現身，縝密的反擊計畫也隨之揭曉。

## 演員
- 約翰·古德曼飾演威廉·墨瑞根（William Mulligan）
- 艾許頓·桑德斯飾演蓋布瑞·德拉蒙德（Gabriel Drummond）
- 喬納森·梅傑斯飾演雷夫·德拉蒙德（Rafe Drummond）
- 寇爾森·貝克飾演尤爾吉斯（Jurgis）
- 薇拉·法蜜嘉飾演珍·朵（Jane Doe）
- 亞倫·盧克飾演黎頓郝斯（Rittenhouse）
- 凱文·鄧恩飾演艾戈警長（Police Chief Igoe）
- 瑪德琳·布魯爾飾演露拉（Rula）
- 班·丹尼爾斯飾演丹尼爾（Daniel）
- D·B·史威尼（英语：D. B. Sweeney）飾演李維（Levitt）
- 凱文·J·歐康納（英语：Kevin J. O'Connor (actor)）飾演科莫德（Kermode）
- 琪琪·蘭恩（英语：KiKi Layne）飾演凱莉（Carrie）
- 詹姆士·蘭森飾演艾利森（Ellison）

## 音樂
2018年3月，據報導，羅伯·西蒙森將為該片的配樂作曲。

## 發行
2017年5月，據報導，發行商焦點影業將該片定檔2018年8月17日在美國上映。之後，美國上映日被改至2019年3月29日；不久後，上映日又提前為2019年3月15日。

## 外部連結
- 官方网站
- 互联网电影数据库（IMDb）上《異類占領》的资料（英文）
- Box Office Mojo上《異類占領》的資料（英文）